# Biliran (eiland)
Biliran is het grootste eiland van de Filipijnse provincie Biliran. 

## Naam
In het begin van de Spaanse koloniale periode werd Biliran aangeduid als Isla de Panamao, naar een lokaal soort visnet. Ergens aan het einde van de 17e eeuw werd de naam veranderd in Biliran, naar een inheemse grassoort "borobiliran".

## Geografie

### Topografie
Het eiland Biliran ligt ten noorden van het eiland Leyte in de centraal gelegen eilandengroep Visayas.

### Bestuurlijke indeling
Biliran maakt onderdeel uit van de gelijknamige provincie Biliran. Op het eiland liggen de volgende 7 gemeenten, die weer onderverdeeld zijn in 132 barangays. De gemeenten op het eiland zijn:
| - Almeria - Biliran - Cabucgayan - Caibiran | - Culaba - Kawayan - Naval |